# Le Capitaine Fracasse (film, 1961)
Pour les articles homonymes, voir Fracasse.
Pour plus de détails, voir Fiche technique et Distribution.
Le Capitaine Fracasse est un film de cape et d'épée franco-italien réalisé par Pierre Gaspard-Huit en 1960 et sorti en 1961, d'après le roman Le Capitaine Fracasse de Théophile Gautier.
Le film suit le baron de Sigognac qui héberge une troupe de comédiens avec laquelle il décide de partir car il est amoureux d'Isabelle, l'ingénue de la troupe. Bretteur à la fine épée et saltimbanque par amour, il se fait appeler sur scène le « Capitaine Fracasse ». Mais le duc de Vallombreuse, devenu le rival amoureux de Sigognac, est prêt à tout pour se débarrasser de lui et ravir Isabelle.

## Synopsis
Dans la France du XVIIe siècle, sous le règne de Louis XIII, le baron Philippe de Sigognac, dernier descendant d’une noble famille, vit chichement avec son fidèle domestique, se morfondant dans son château délabré sur ses terres gasconnes.
Un jour d'hiver qu'il chevauche dans une forêt où se déroule une chasse à courre, Sigognac croise un chariot bâché. Le chariot effraie le cheval de la marquise de Bruyères, qui chassait avec son mari. L’animal s’emballe. Sigognac sauve la marquise. Le marquis et son épouse remercient le baron, lequel leur avoue qu’il braconnait des lièvres sur ses terres, car « on peut être baron et sans fortune ». Rentrant au château, le baron retrouve ledit chariot qui, transportant des comédiens ambulants, est renversé dans un fossé avec une roue rompue. Sigognac leur offre l’hospitalité pour la nuit, dans son « château de la Misère », en attendant qu’un charron vienne réparer la roue. La troupe de neuf comédiens aux caractères bien affirmés, dirigée par Hérode, comprend le poète Matamore, Blazius le pédant, Scapin le valet, le beau et séducteur Léandre, dame Léonarde la duègne, Zerbine la soubrette, Séraphine la coquette et Isabelle l’ingénue. Tant pour échapper à la solitude que séduit par Isabelle, Sigognac accepte la proposition des comédiens de partir avec eux pour Paris.
Le lendemain, le chariot peut repartir, mais la route menant à Paris est semée de dangers. La troupe, attaquée par un bandit de grand chemin, est aisément défendue par Sigognac ; Agostin et sa complice, la gitane Chiquita, ne sont que de petits malfrats. Isabelle s'acquiert un droit éternel à la reconnaissance de Chiquita, lui ayant offert son « collier de grains blancs ». Peu après, au cours d’une journée très froide, Matamore, le meilleur acteur de la troupe, meurt. Sigognac se propose, bien que doutant de son talent d’acteur, de prendre la place du poète pour sauver la troupe. Sur les tréteaux, prenant le nom de scène de « Capitaine Fracasse », il accepte, incognito, d’être ridiculisé même devant de nobles spectateurs, ses pairs. Une fois monté sur les planches, Philippe devient de plus en plus sensible au charme d’Isabelle se montrant jaloux lorsqu’on s’en approche un peu trop près. L'attirance étant réciproque, Isabelle se confie à Philippe. Elle est orpheline et sa mère, qui était comme elle comédienne, ne lui a jamais parlé de son père ; avant de mourir elle lui a laissé pour seul souvenir une bague d’améthyste.
À Poitiers, lors d’une répétition des comédiens dans la salle du jeu de paume, le duc de Vallombreuse, jeune seigneur de la cour, retors et sans scrupules, ayant jeté son dévolu sur Isabelle, se voit provoqué en duel par Sigognac, alias Fracasse, pour avoir touché à la jeune fille. Vallombreuse se refuse à croiser le fer avec un saltimbanque, préférant envoyer quatre de ses laquais le rosser. Fracasse a naturellement le dessus. « Le comédien est vengé mais pas le gentilhomme ! » dit Sigognac au marquis de Bruyères, lui demandant d'obtenir un duel avec Vallombreuse. Celui-ci est blessé mais promet de se venger. Isabelle, qui a craint pour la vie de Philippe, reçoit sa demande en mariage avec bonheur, lui avoue qu’elle l’aime, mais pour cette raison refuse cette union : elle ne veut pas qu'un mariage avec une simple comédienne rende définitive la déchéance et la ruine du baron de Sigognac.
Après Tours et Orléans, la troupe, enfin arrivée à Paris, est engagée par le Prince de Moussy, surintendant du roi, pour jouer à l'hôtel de Bourgogne en alternance avec les comédiens italiens et les comédiens du roi. À l’hostellerie de la Porte Dauphine, Vallombreuse vient proposer un marché de dupes à Isabelle : « La vie de Sigognac contre une nuit de la vôtre ! ». Elle refuse. Une nuit, Chiquita, reconnaissante du collier offert par Isabelle, s’introduit dans sa chambre pour la prévenir que Vallombreuse les a payés pour l'enlever.
La troupe joue devant le roi qui, content du spectacle, vient féliciter les comédiens. À ses côtés, le Prince de Moussy est attiré par le visage d’Isabelle qui lui en rappelle un autre, mais il doit interrompre cette conversation car il apprend que des voleurs se sont introduits dans ses appartements pour le voler et que son plus ancien et fidèle serviteur a été tué. Si Chiquita a réussi à se sauver, Agostin est arrêté. S’exprimant pour une fois avec humanité, le duc de Vallombreuse, qui s'avère être le fils du Prince de Moussy, promet à son père de venger ce vieux serviteur qui, enfant, était son compagnon de jeu et son confident.
À trois reprises, les guets-apens[pas clair] pour éliminer Sigognac échouent. Sous prétexte de faire jouer les comédiens dans un château voisin, le spadassin Malartic leur donne rendez-vous dans la forêt au carrefour des quatre biches. C'est un piège tendu au profit de Vallombreuse, dont les hommes de main enlèvent Isabelle. Séquestrée dans le château de Vallombreuse, Isabelle reçoit la visite nocturne de Chiquita. Celle-ci s’était fait enrôler dans la bande du duc pour tenter de libérer Agostin, mais Chiquita lui propose d'aller prévenir Sigognac. Isabelle lui confie sa bague d’améthyste comme preuve de ce qu'elle lui dira.
Aussitôt prévenus, Sigognac et les comédiens se précipitent chez Vallombreuse. Au passage, Chiquita arrive sur la Place de Grève au moment où Agostin doit subir le supplice de la roue. Afin de lui épargner une mort atroce, elle le poignarde en plein cœur. Arrêtée, elle est présentée par les gardes au prince de Moussy, lui montrant la bague et le collier d'Isabelle qu'ils croient volés au prince. Le prince aussitôt reconnaît la bague qu'il avait donnée à sa maîtresse, comédienne, comprenant alors qu'Isabelle est leur fille. Il se rend aussitôt au château de Vallombreuse.
Dans le château, Vallombreuse croit triompher d’Isabelle et veut abuser d’elle, mais Sigognac et les comédiens se jettent à l’assaut du château, pour la sauver. Un duel acharné avec Sigognac s'ensuit, et cette fois Vallombreuse est grièvement blessé. Arrivé sur les lieux, son père, le prince de Moussy, révèle qu’Isabelle est sa fille et qu'il a identifiée grâce à la bague donnée à Cornélia, qui fut le grand amour de sa vie. La condition sociale d'Isabelle n'étant plus un obstacle puisqu’elle est née de sang noble, Vallombreuse écarté puisqu'Isabelle est sa demi-sœur, sa blessure n’étant en outre pas mortelle, rien ne s'oppose désormais à l'union de Philippe de Sigognac alias Fracasse et d'Isabelle. Sous le regard attendri des comédiens Hérode et Scapin, Isabelle et Philippe pourront vivre heureux dans « le château de la Misère », devenu « le château du Bonheur ».

## Fiche technique
- Réalisation : Pierre Gaspard-Huit
- Scénario et adaptation : Pierre Gaspard-Huit, Albert Vidalie, d'après le roman de Théophile Gautier
- Dialogues : Albert Vidalie
- Assistants réalisateurs : Jacques Bourdon, Claude Hirn
- Combats sont réglés par Claude Carliez
- Images : Marcel Grignon
- Opérateur : Charles-Henry Montel, assisté de André-Maurice Delille et André Marguette
- Musique : Georges Van Parys (Éditions musicales transatlantiques)
- Décors : Robert Guisgand, assisté de Jacques Brizzio et Georges Glon
- Son : Robert Teisseire
- Perchman : Polydor Pauwels
- Script-girl : Colette Robin
- Photographe de plateau : Raymond Voinquel
- Chef maquilleur : Alexandre Marcus
- Coiffeuses, postiches : Huguette Lalaurette
- Administrateur comptable : Pierre Miloux
- Recorder : Jean Chaye
- Costumes : Mireille Leydet
- Chef costumier : Ferdinand Junher
- Montage : Louisette Hautecoeur, assistée de Liliane Marchand-Saurel
- Ensemblier : Gabriel Béchir
- Régisseur général : Jacques Pignier
- Pellicule 35 mm, Eastmancolor-Dyaliscope
- Tirage dans les laboratoires Éclair à Épinay-sur-Seine
- Tournage : studios Éclair, extérieurs au château de Maintenon et au château de Guermantes
- Enregistrement Western, studios Marignan, société Mondstophonie
- Production : Plazza Films, Unidex, Metzer et Woog, Paris Élysées Films, Hoche Production (Paris) - Documento Films (Rome) (franco-italienne)
- Chef de production : Adolphe Osso
- Directeur de production : Maurice Saurel
- Secrétaire de production : Gilles Schneider
- Distribution : Unidex
- Durée : 105 minutes
- Genre : aventures historiques, cape et épée
- Première présentation le 21 avril 1961
- Visa d'exploitation : 24779
- Affiche : Jean Mascii (France)

## Distribution
- Jean Marais : le baron Philippe de Sigognac, alias « Capitaine Fracasse »
- Geneviève Grad : Isabelle, l'ingénue
- Gérard Barray : le duc de Vallombreuse
- Riccardo Garrone (VF : Roger Rudel) : Jaquemin Lampourde
- Anna Maria Ferrero (VF : Jacqueline Ferrière) : la marquise de Bruyères
- Danielle Godet : Sérafine, la coquette
- Sophie Grimaldi : Zerbine, la soubrette
- Renée Passeur : dame Léonarde, la duègne
- Joëlle Latour : Chiquita, la compagne d'Agostin
- Louis de Funès : Scapin, le valet
- Philippe Noiret : Hérode, le directeur de la troupe
- Bernard Dhéran : le chevalier de Vidalenc
- Sacha Pitoeff : Matamore (Boisrobert)
- Robert Pizani : Blazius, le pédant
- Jacques Toja : Léandre, le séducteur
- Alain Saury : Agostin, bandit de grands chemins
- Maurice Teynac : le marquis de Bruyères
- Jean Yonnel : le prince de Moussy
- Jean Rochefort : Malartic, un spadassin
- Guy Delorme : le capitaine des gardes
- Raoul Billerey : Mérindol, un spadassin
- René Charvey : Louis XIII
- Paul Mercey : l’aubergiste de Poitiers
- Bernard Lajarrige : le serviteur du baron de Sigognac
- Robert Berri : un vendeur sur le marché
- Rivers Cadet : l'aubergiste de Paris
- Henri Guégan : un client du bouge
- Christian Marin : le valet Picard
- Franck Maurice : le bourreau
- Laure Paillette : la vieille femme portant un fagot
- Georges Demas : un homme de main de Vallombreuse
- Paul Préboist : un homme de main de Vallombreuse
- Jacques Préboist : un homme de main de Vallombreuse
- Albert Pilette
- Georges Sellier : le chirurgien de Vallombreuse
- Serge Lhorca

## Lieux de tournage

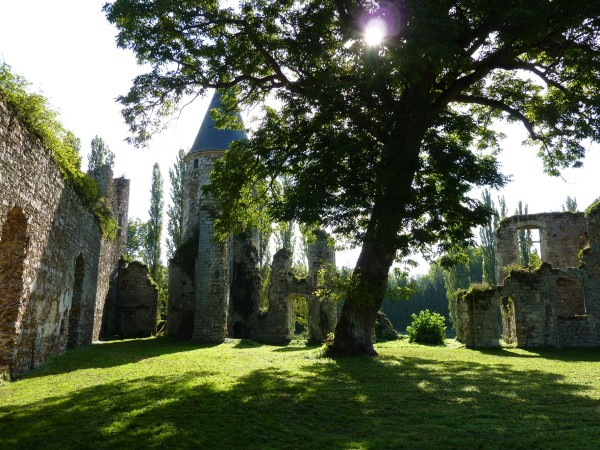
Ruines du château du Vivier

- Les scènes du début du film évoquant le vieux château en ruine du baron de Sigognac ont été tournées devant le château du Vivier situé à Fontenay-Trésigny (Seine-et-Marne)
- La scène du premier duel entre Sigognac et Vallombreuse a été tournée à l’extérieur du château de Gisors (Eure)
- C’est dans la grande salle des Preuses du château de Pierrefonds (Oise) que les comédiens ont joué devant le Roi et la cour intérieure a servi de lieu pour une autre représentation en plein air.
- Les scènes tournées dans les bois ont été filmées dans la forêt de Rambouillet (Yvelines) pendant l'hiver, comme celle du carrefour de la Croix Pater qui a servi de lieu lors de l’enlèvement d'Isabelle.
- Le château du duc de Vallombreuse est le château de Maintenon.(Eure-et-Loir) où se sont déroulées les scènes finales du film.
- Le château de Guermantes (Seine-et-Marne) a servi aussi de cadre pour le tournage.

## Autour du film
Inspiré de l’œuvre de Théophile Gautier, le film met en scène le théâtre de tréteaux, à l'origine né sur les places publiques, la commedia dell'arte italienne, dont les personnages de la troupe sont issus, voire la comedia de capa y espada espagnole, à l'origine du roman de cape et d’épée.
- Septième adaptation du roman de Théophile Gautier, c’est la plus célèbre.
- Avant ce film, Jean Marais et Louis de Funès avaient joué une première fois ensemble dans Dortoir des grandes en 1953. Puis en duo vedette, ils tournèrent encore ensemble, sous la direction d'André Hunebelle pour la trilogie des Fantômas.
- Gaspard-Huit : « Au départ, lors de l'écriture du scénario, je voulais un film sur un ton assez léger et j'envisageais de donner le rôle à Jean-Pierre Cassel. Les producteurs m'ont dit que Jean Marais au générique, c'était plus sérieux car il était une plus grosse vedette. Je ne connaissais pas du tout Marais, que j'avais simplement croisé quelquefois auparavant. C’était un homme adorable, qui avait effectué lui-même toutes ses cascades. Il ne s'était plaint qu'une fois pendant le tournage, le jour où je lui ai fait tourner la scène où il devait se traîner sur le ventre. La difficulté était venue du fait que nous tournions en hiver et assez loin de Paris pour les extérieurs. Les journées commençaient très tard, les installations demandaient du temps et nous n'avions que quelques heures par jour pour tourner, avant la tombée de la nuit. »

- Selon une anecdote racontée par Jean Marais lui-même, les conditions étaient assez exécrables car le froid était vif et tout le monde en souffrait. Les comédiens ne disposaient pas d'habits chauds pour tourner et Jean Marais refusait de tourner la scène où il devait être traîné par un cheval lancé au galop. S'étant tellement énervé contre les techniciens et le réalisateur, le sang lui monta au visage et la chaleur revint dans son corps. Du coup, il put tourner la séquence[1].

- Jean Marais a réalisé toutes ses cascades sous la direction de Claude Carliez.

- Il s'agit du troisième long-métrage de Geneviève Grad alors âgée de 17 ans. Elle devait retrouver Louis de Funès dans les trois premiers gendarmes où elle tenait le rôle de Nicole Cruchot, la fille de De Funès.
- À noter la présence de deux acteurs de théâtre qui en sont encore dans les débuts de leur carrière cinématographique : Jean Rochefort dont c’est le quatrième film et, un peu plus expérimenté car c’est sa septième apparition, Philippe Noiret acteur confirmé de la troupe du TNP.

## Anachronisme
Un plan représente la cathédrale Notre-Dame de Paris. Alors que l'action du film se déroule à la fin du règne de Louis XIII (donc avant 1643), on voit sur ce plan la flèche d' Eugène Viollet-le-Duc qui ne sera inaugurée qu'en 1859. À la décharge du réalisateur, ce dernier ne disposait pas à l'époque des effets spéciaux numériques qui lui auraient permis d'escamoter la flèche.

## Accueil
Avec un peu plus de 3 millions d'entrées, ce film se classa à la 14e place du Box-office France 1961.